# Parigi-Camembert 2014
La Parigi-Camembert 2014, settantacinquesima edizione della corsa e valida come evento del circuito UCI Europe Tour 2014 categoria 1.1, fu disputata il 15 aprile 2014, per un percorso totale di 210 km. Fu vinta dal francese Bryan Coquard, al traguardo con il tempo di 4h41'56" alla media di 44,69 km/h.
Al traguardo 89 ciclisti portarono a termine la gara.

## Squadre e corridori partecipanti
| N.      | Cod. | Squadra                      |
| ------- | ---- | ---------------------------- |
| 1-8     | FDJ  | FDJ.fr                       |
| 11-18   | BIG  | BigMat-Auber 93              |
| 21-28   | TSV  | Topsport Vlaanderen-Baloise  |
| 31-38   | BSE  | Bretagne-Séché Environnement |
| 41-48   | LPM  | La Pomme Marseille 13        |
| 51-58   | MMM  | Team 3M                      |
| 61-68   | CCD  | Team Differdange-Losch       |
| 71-78   | ALM  | AG2R La Mondiale             |
| 81-88   | AZT  | Area Zero Pro Team           |
| 91-98   | EUC  | Team Europcar                |
| 101-108 | COF  | Cofidis, Solutions Credits   |
| 111-118 | RBD  | Rietumu-Delfin               |
| 121-128 | RAL  | Team Raleigh                 |
| 131-138 | RLM  | Roubaix-Lille Metropole      |

## Ordine d'arrivo (Top 10)
| Pos. | Corridore         | Squadra      | Tempo    |
| ---- | ----------------- | ------------ | -------- |
| 1    | Bryan Coquard     | Europcar     | 4h41'56" |
| 2    | Samuel Dumoulin   | AG2R La Mon. | s.t.     |
| 3    | Laurent Pichon    | FDJ.fr       | s.t.     |
| 4    | Romain Hardy      | Cofidis      | s.t.     |
| 5    | Anthony Roux      | FDJ.fr       | s.t.     |
| 6    | Julien Simon      | Cofidis      | s.t.     |
| 7    | Gerry Druyts      | Team 3M      | s.t.     |
| 8    | Sébastien Minard  | AG2R La Mon. | s.t.     |
| 9    | Stéphane Rossetto | BigMat-Auber | s.t.     |
| 10   | Romain Bardet     | AG2R La Mon. | s.t.     |